# Алексей Костин
Алексей Иванович Костин (на руски: Алексей Иванович Костин) е руски офицер, подполковник. Участник в Руско-турската война (1877 – 1878).

## Биография
Алексей Костин е роден в станица Раздзорска, Област на Донската войска, в семейството на потомствен казашки дворянин. Ориентира се към военното поприще според казашката традиция. Започва военна служба в курс за донски урядници. Произведен е в първо офицерско звание хорунжий с назначение в казашката артилерия през 1858 г. Назначен е за началник на артилерийска школа, командир на 20-а Донска казашка батарея (1872, 1876). Повишен е във военно звание войскови старшина.
Участва в Руско-турската война (1877 – 1878) като командир на 1-ва Донска конно-планинска батарея. В състава на Кавказката казашка бригада с командир полковник Иван Тутолмин се проявява в боя при село Градещи, битката при Никопол, обсадата на Плевен, боевете при Етрополе и Правец. Отличава се в рекогносцировката на Ловеч на 26 и 27 юли 1877 г. Повишен е във военно звание подполковник. Първа Донска конно-планинска батарея е наградена със знак на шапките „За отличие в Турската война 1877 и 1878 г.“
След войната е назначен за командир на 15-а Донска конно-планинска батарея (1879).
Умира през 80-те години на XIX век в Новочеркаск.